# المنجي بوسنينة
المنجي بوسنينة هو سياسي ودبلوماسي تونسي.

## السيرة الذاتية
درس المنجي بوسنينة في مدرسة الأساتذة العليا (فرع سان كلود في فرنسا)، ثم أنهى دراساته بتحصله على دكتوراه دولة في الآداب والعلوم الإنسانية ودكتور مرحلة ثالثة في الجغرافيا البشرية والجغرافيا الاقتصادية في 1971 من السوربون.

عين في 3 مارس 1990 ككاتب دولة لدى وزير التربية والتعليم العالي والبحث العلمي مكلف بالتربية في حكومة حامد القروي، وذلك حتى 11 أكتوبر 1991، أين عين وزيرا للثقافة في نفس الحكومة، وبقي على رأس الوزارة ثلاثة سنوات حتى 25 يناير 1995. عين بعدها سفيرا لتونس في المغرب في 1995، وذلك حتى 23 أكتوبر 1996 أين أصبح سفيرا في فرنسا، وبقي في هذا المنصب خمسة سنوات حتى 31 أكتوبر 2001. في باريس، كان أيضا المندوب الدائم لبلاده في اليونسكو وممثل رئيس الجمهورية التونسية لدى المنظمة الدولية للفرنكوفونية.

عين في 1 فبراير 2001 مديرا عاما للمنظمة العربية للتربية والثقافة والعلوم، وبقي في منصبه حتى 1 فبراير 2009.